# عبدالرضا پورذهبی
عبدالرضا پورذهبی (زاده ۱۳۴۲ خرمشهر) روحانی ایرانی است که با حکم رهبر ایران نماینده ولی فقیه در استان کردستان و مدیر مرکز بزرگ اسلامی غرب ایران است، پیش از وی سید محمد حسینی شاهرودی در این سِمت منصوب شده بود.
وی پس از اخذ دیپلم اقتصاد، در سال ۱۳۵۹ وارد حوزه علمیه تهران شد و از سال ۱۳۶۶ فعالیت تبلیغی و فرهنگی خود را در استان های هرمزگان و سیستان و بلوچستان آغاز کرد و فعالیت در این استان ها بیش از ۲۰ سال ادامه یافت.
پور ذهبی سال ۱۳۸۷ وارد دانشگاه سیستان و بلوچستان شد و تا سال ۱۳۹۴ به‌عنوان مسئول دفتر نهاد نمایندگی رهبری در این دانشگاه به خدمت پرداخت. او آبان سال ۱۳۹۴ مسئول دفتر نهاد نمایندگی  رهبری در دانشگاه شهید بهشتی تهران شد.
تدریس در مراکز دانشگاهی و حوزوی و عضویت در هیئت رئیسه دانشگاه شهید بهشتی تهران در کارنامه پورذهبی، نماینده جدید ولی فقیه در استان کردستان دیده می شود.
پورذهبی سال‌های متمادی سفرهای متعدد کاری و فرهنگی تبلیغی به استان کردستان داشته است و به همین دلیل، شناخت کاملی از شرایط فرهنگی، دینی و اجتماعی کردستان داشته است.